# Dregeochloa
Dregeochloa és un gènere de plantes de la família de les poàcies, ordre de les poals, subclasse de les commelínides, classe de les liliòpsides, divisió dels magnoliofitins.

## Taxonomia
- D. calviniensis Conert
- D. pumila (Nees) Conert